# Hyles wilsoni
Hyles wilsoni är en fjärilsart som beskrevs av Rothschild 1894. Hyles wilsoni ingår i släktet Hyles och familjen svärmare. Inga underarter finns listade i Catalogue of Life.